# كلارنس وليامز (لاعب كرة قدم أمريكية أمريكي)
كلارنس وليامز (بالإنجليزية: Clarence Williams)‏ هو لاعب كرة قدم أمريكية أمريكي، ولد في 3 سبتمبر 1946 في برازوريا في الولايات المتحدة، وتوفي في 8 مايو 2017.

## وصلات خارجية
- كلارنس وليامز على موقع مرجع كرة القدم المحترفة.كوم (الإنجليزية)